# Municipio de Conkal

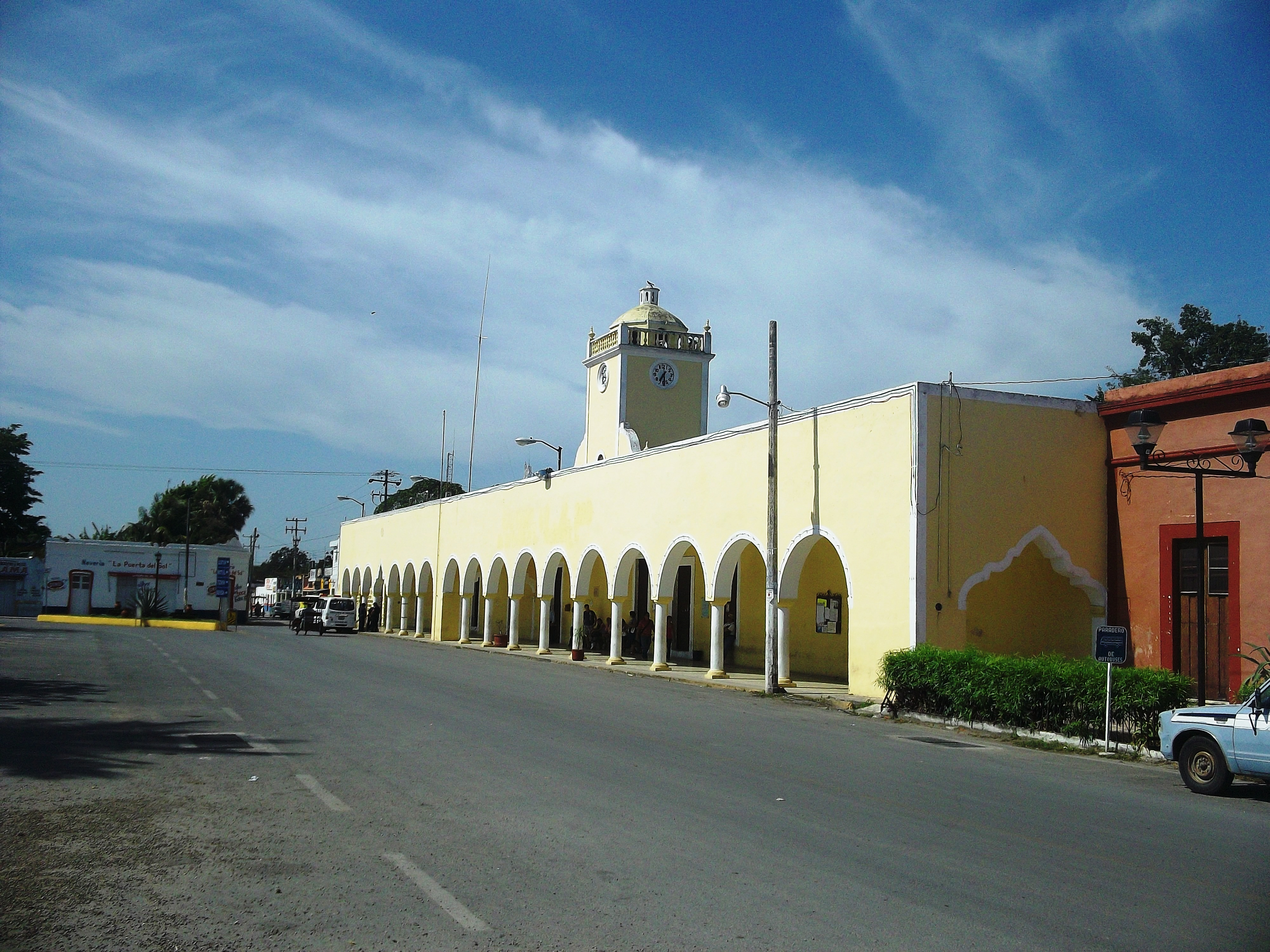
Palacio municipal de Conkal.

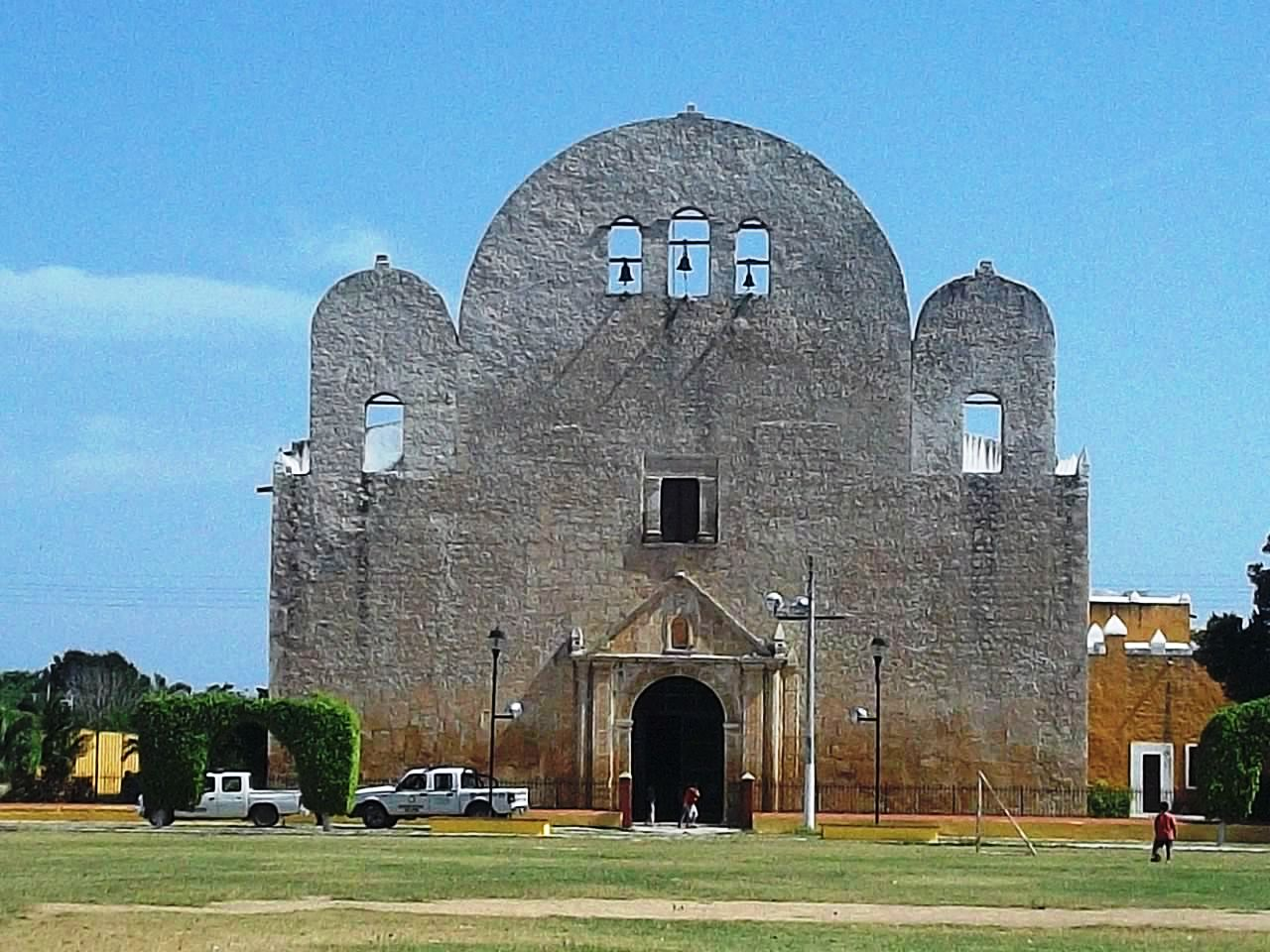
Iglesia del parque principal de Conkal.

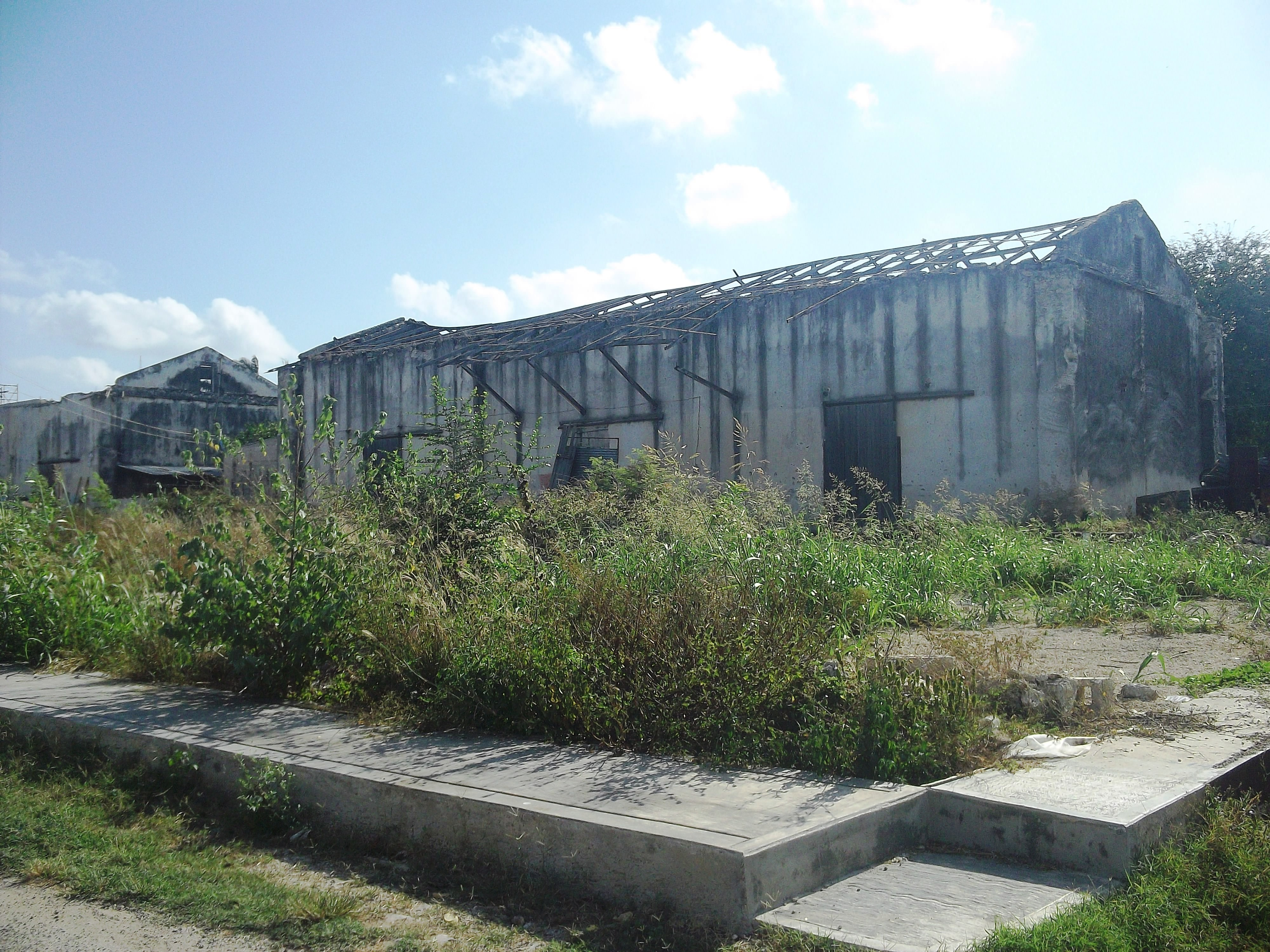
Antigua estación de trenes de Conkal.

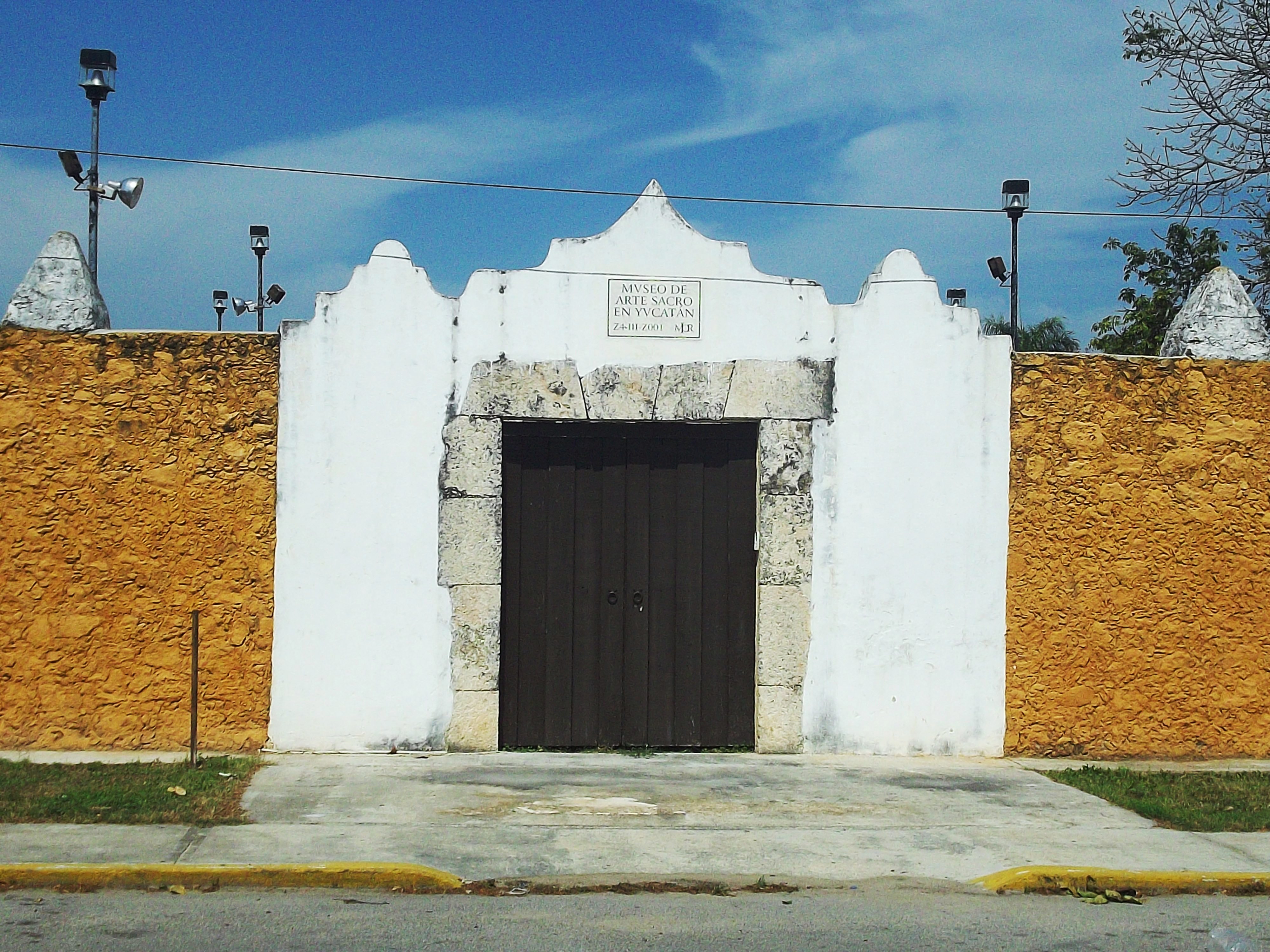
Museo de Arte Sacro de Conkal.

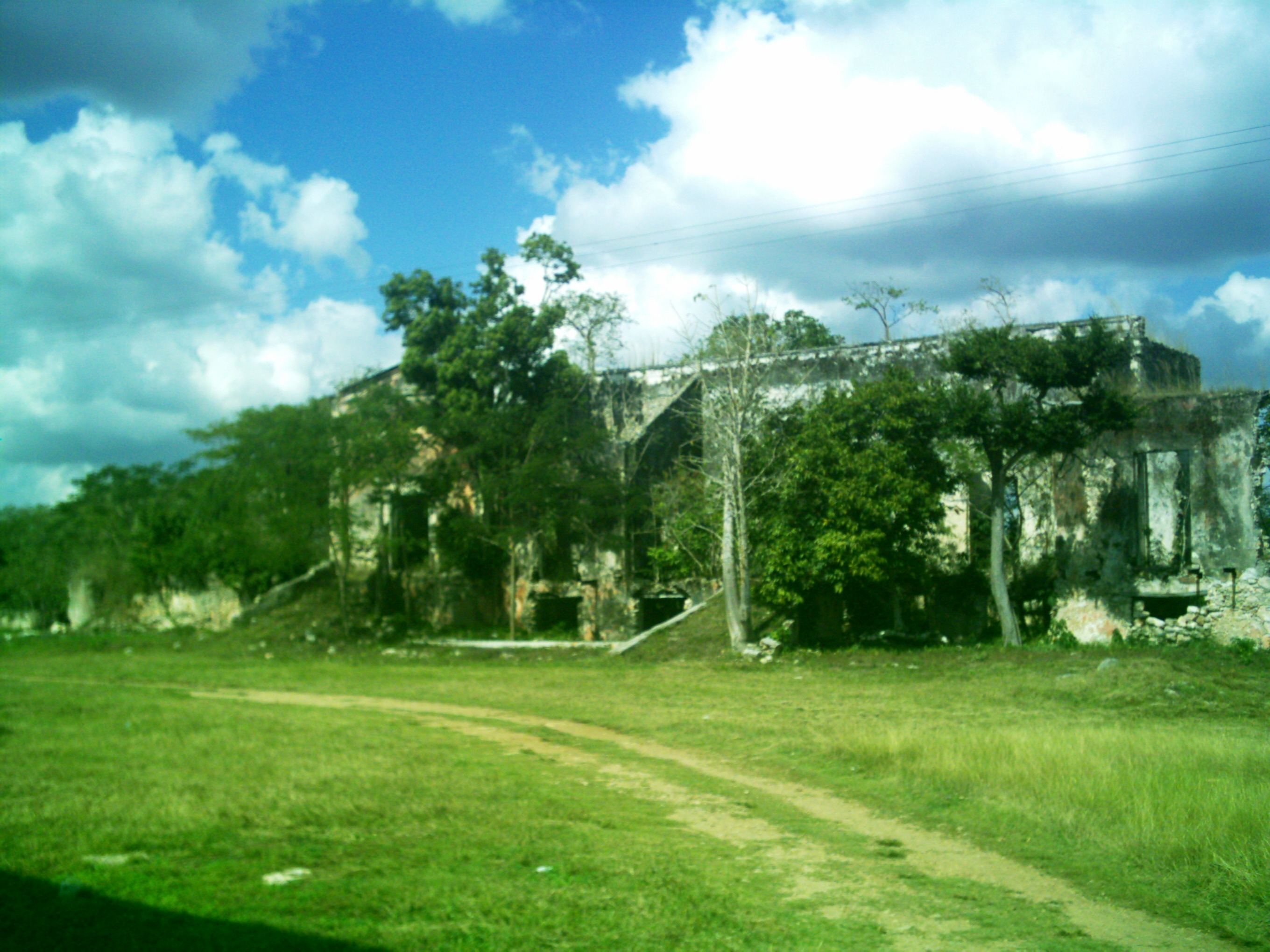
Una vista de la Hacienda de Xcuyún.

El Municipio de Conkal es uno de los 106 municipios que integran al estado mexicano de Yucatán, se localiza en el centro del estado y su cabecera es el pueblo de Conkal.

## Geografía
Conkal se encuentra en el centro del estado de Yucatán y todo su territorio es considerado parte del área metropolitana de la ciudad de Mérida, capital del estado, es uno de los municipios más pequeños del estado al contar únicamente con 57.48 kilómetros cuadrados de extensión que representan el 0.132% del territorio del estado. Limita al sur y al oeste con el municipio de Mérida, al norte con el municipio de Chicxulub Pueblo, al este con el municipio de Yaxkukul, con el municipio de Tixkokob y con el municipio de Mocochá, al sur limita también con el municipio de Tixpéhual. Está ubicado el municipio en la denominada zona henequenera de Yucatán.

### Orografía e hidrografía
El territorio de Conkal es completamente plano, como la mayor parte del estado de Yucatán, tiene una ligera inclinación en sentido sur-norte, es decir, hacia la costa, la estructura de su territorio es de llanuras de barrera de tipo rocoso. Como en todo Yucatán, en Conkal no existe ninguna corriente de tipo superficial, pues la porosidad del suelo no permite la retención de las lluvias, en consecuencia las aguas se trasminan y forman corrientes subterráneas que en los puntos en que salen a la luz forman cenotes, típicos cuerpos de agua de la Península de Yucatán; todo Conkal forma parte de la Cuenca Yucatán de la Región hidrológica Yucatán Norte.

### Clima y ecosistemas
El clima de todo el municipio se encuentra clasificado como Cálido subhúmedo con lluvias en verano; la temperatura promedio anual es superior a los 26 °C, y la precipitación promedio anual va de 800 a 1,000 mm.
El territorio que hoy es Conkal estuvo originariamente cubierto por vegetación clasificada como selva baja caducifolia, siendo especies comunes en la región la ceiba, palo de tinte, pucté, flamboyán, cuéramo y chechén; sin embargo, Conkal se encuentra en el corazón de la zona henequenera de Yucatán, dedicándose prácticamente la totalidad del territorio al cultivo del henequén. Las principales especies animales son reptiles como iguana y víbora de cascabel, así como aves entre las que se encuentran la chachalaca y el cardenal.

## Demografía
La población del municipio de Conkal es de 8,495 personas de acuerdo al Conteo de Población y Vivienda realizado en 2005 por el Instituto Nacional de Estadística y Geografía, de dicho total, 4,267 son hombres y 4,228 son mujeres; siendo por tanto el 50.2% de la población de sexo masculino, entre 2000 y 2005 la tasa de crecimiento poblacional anual ha sido del 1.9%, el 27.4% de los habitantes son menores de 15 años de edad, mientras que entre esa edad y 64 años se encuentra el 65.8%, el 77.9% de la población habita en localidades mayores a 2,500 habitantes y el 22.6% de los pobladores mayores a 5 años de edad son hablantes de alguna lengua indígena.

### Grupos étnicos
El principal grupo étnico de Conkal son los mayas; el 22.6% de los habitantes mayores de cinco años son hablantes de una lengua indígena, esto representa a 1,728 personas, de las cuales 934 son hombres y 794 mujeres; 1,678 son bilingües al español, únicamente 6 son monolingües y 44 no especifican dicha condición. Del totalidad de hablantes indígenas 1,558 hablan maya yucateco, 160 no especifican su lengua materna, además se registran a 7 hablantes de chol, 2 de mayo y 1 de mame.

### Localidades
En Conkal se encuentran un total de cincuenta y dos localidades, las principales son:
(Población en el año 2005)
| Localidad       | Población |
| Total Municipio | 8,495     |
| Conkal          | 6,620     |
| Xcuyún          | 1,490     |
| Kantoyná        | 133       |

#### Otras
- Chaká (Conkal)

## Política
El gobierno del Municipio de Conkal le corresponde al Ayuntamiento,que en el estado de Yucatán también reciben el nombre de Comuna, lo integran el presidente municipal, un sindico y regidores, todos son electos mediante voto universal directo y secreto para un periodo de tres años no reelegibles para el siguiente periodo. Ejercen su cargo el día 1 de julio del año en que fueron elegidos.

### Subdivisión administrativa
Conkal se divide en dos juntas municipales, una comisaría municipal y 19 agencias municipales; las juntas y comisarías municipales son electas mediante voto democrático para un periodo de tres años, mientras que las agencias municipales son nombradas por el presidente municipal para el mismo periodo.

### Representación legislativa
Para la elección de Diputados locales al Congreso de Yucatán y de Diputados federales al Congreso de la Unión, el municipio de Conkal se encuentra integrado en los siguientes distritos electorales:
Local:
- VIII Distrito Electoral Local de Yucatán con cabecera en Progreso.[17]

Federal:
- II Distrito Electoral Federal de Yucatán con cabecera en Progreso.[18]